# RePlay
|  | Denne artikel er oprettet af botten PalnaBot ud fra en ekstern database. Den kan derfor have sproglige fejl eller mangler. Denne skabelon kan fjernes efter kontrol af indholdet. |

RePlay er en kortfilm instrueret af Christophe V. Dolcerocca efter manuskript af Christophe V. Dolcerocca.

## Handling
Replay er historien om et kort seksuelt møde mellem to unge mennesker, der viser sig at få fatale konsekvenser.